# Wittring
Wittring település Franciaországban, Moselle megyében. Lakosainak száma 741 fő (2022. január 1.). Wittring Herbitzheim, Achen, Kalhausen, Wiesviller, Zetting és Siltzheim községekkel határos.

## Népesség
A település népessége az elmúlt években az alábbi módon változott:
| Lakosok száma | 809  | 793  | 808  | 790  | 777  | 765  | 752  | 743  | 741  |
|               | 2013 | 2015 | 2016 | 2017 | 2018 | 2019 | 2020 | 2021 | 2022 |